# انریکا پاپا
انریکا پاپا (انگلیسی: Enriko Papa؛ زادهٔ ۱۲ مارس ۱۹۹۳) یک بازیکن فوتبال اهل آلبانی است.
از باشگاه‌هایی که در آن بازی کرده‌است می‌توان به باشگاه فوتبال تیرانا اشاره کرد.